# Lionel Howard Cox
Lionel Howard Cox, britanski general, * 1893, † 1949.